# San Donà di Piave
San Donà di Piave [ˈsan doˈna ˈdi ˈpjaːve] (wen. San Donà) – miejscowość i gmina we Włoszech, w regionie Wenecja Euganejska, w prowincji Wenecja.
Według danych na rok 2007 gminę zamieszkiwało 40 014 osób, 508,24 os./km².
Urodzili się tutaj kolarze szosowi Moreno Argentin i Pawieł Siwakow.

## Miasta partnerskie
- Villeneuve-sur-Lot